# Língua de sinais franco-americana
A Língua de Sinais Franco-Americana (em Portugal: Língua Gestual Franco-Americana) é um dialeto de sinais usada pela comunidade surda nos Camarões e na África ocidental e central. É uma espécie de pidgin, também observado em outras partes da África Central e Ocidental.